# Aloe silicola
Aloe silicola é uma espécie de liliopsida do gênero Aloe, pertencente à família Asphodelaceae.